# Bão Raoni (2021)
Bão Raoni năm 2021, là một cơn bão hiếm gặp hình thành ở Argentina, và là xoáy thuận nhiệt đới thứ 4 của mùa bão tại Nam Đại Tây Dương năm 2021, sau bão 01Q, áp thấp cận nhiệt đới 02Q, bão Potira.

## Lịch sử khí tượng

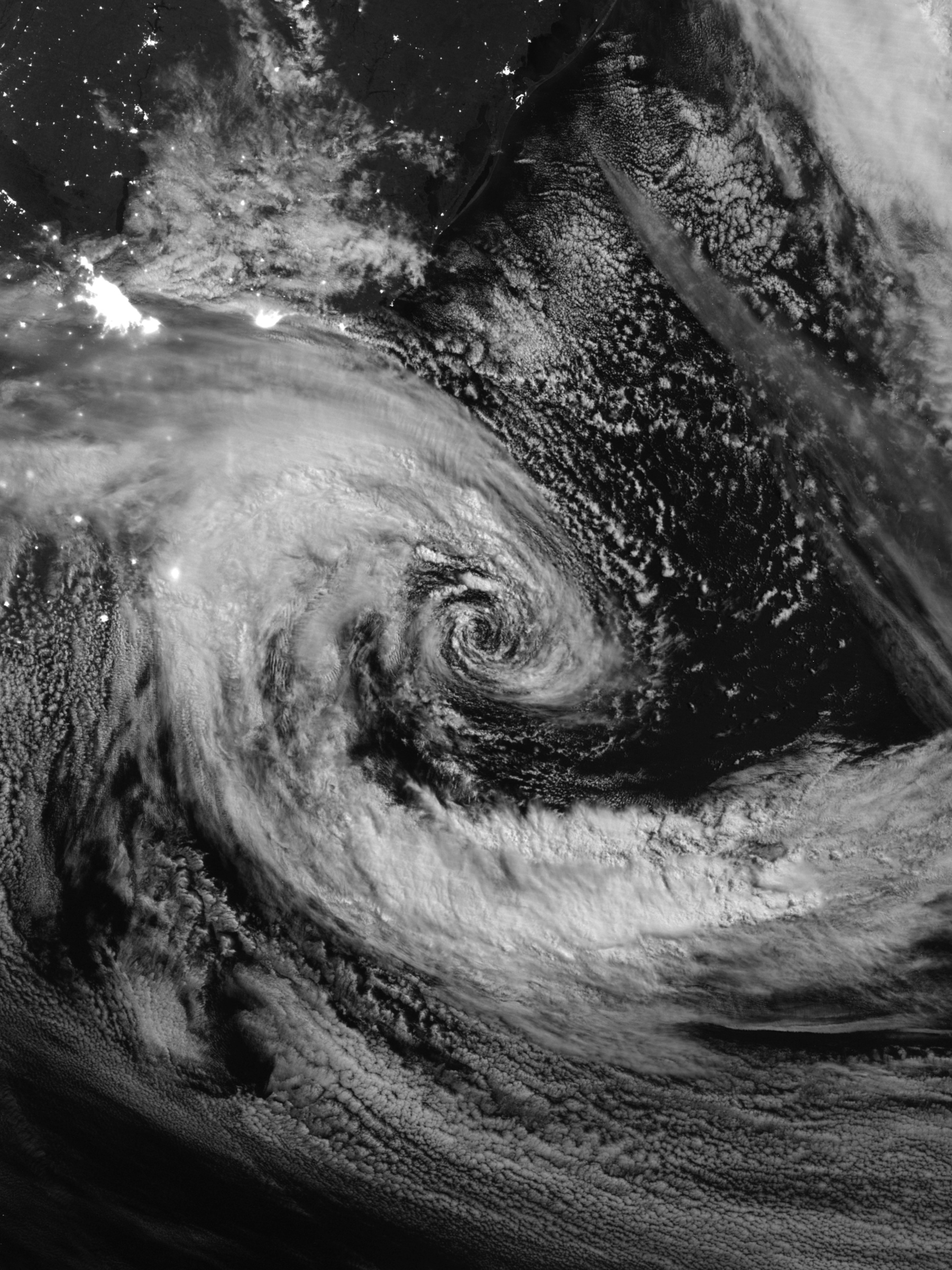
Bão Raoni lúc mới hình thành vào ngày 28 tháng 6, 2021

Một xoáy thuận ngoài nhiệt đới cách Montevideo khoảng 520 km (320 dặm) về phía đông-đông nam, Uruguay bắt đầu có các đặc điểm cận nhiệt đới khi xuất hiện vào ngày 28 tháng 6 năm 2021. Đầu ngày hôm sau, hệ thống này chuyển thành một cơn bão cận nhiệt đới trong khi di chuyển về phía đông bắc; nó vẫn chưa được đặt tên do nằm ngoài vùng trách nhiệm của Hải quân Brazil. Nó tiếp tục mạnh lên qua đêm, đạt được sức gió 100 km/h (60 dặm/giờ) ở phần phía nam của hệ thống, trong khi theo dõi về phía khu vực có thẩm quyền của khu vực. Đến 23:30 UTC cùng ngày, Bộ phận Sản phẩm và Dịch vụ Vệ tinh của NESDIS tuyên bố hệ thống đã trở thành một cơn bão nhiệt đới, dựa trên xếp hạng Dvorak là 3,5. Vào khoảng 12:00 giờ UTC ngày hôm sau, khi cơn bão đi vào ranh giới của METAREA V, mà Hải quân Brazil chịu trách nhiệm, tên Raoni sau đó được gán cho hệ thống. Tiếp tục quỹ đạo của nó về phía đông bắc, Raoni đã phát triển thêm một đặc điểm mắt cũng như một dải mạnh mẽ ở phía đông của hệ thống. Raoni bắt đầu suy yếu vào ngày 30 tháng 6, với sức gió cuối cùng giảm xuống còn khoảng 85 km/h (50 dặm/giờ). Vào ngày 2 tháng 7, Raoni mất đi các đặc điểm cận nhiệt đới và thoái hóa thành một vùng áp thấp.

## Ảnh hưởng
Cơn xoáy thuận ngoài nhiệt đới Raoni trước đó đã gây ra mưa lớn và gió giật mạnh tới 104 km/h, quật ngã cây cối và gây thiệt hại cho các cơ sở công và tư khác nhau trên khắp Punta del Este. Vùng biển của khu vực này cũng động do cơn bão. Những trận mưa như trút nước với những buổi dạ tiệc liên tục cũng đã xảy ra ở thủ đô Montevideo của Uruguay. Từ ngày 24 tháng 6 đến ngày 2 tháng 7, Raoni chuyển luồng không khí lạnh từ Nam Cực đến các khu vực của Nam Mỹ, dẫn đến một đợt lạnh mạnh bất thường trên khắp Argentina, Uruguay, Paraguay, Bolivia và Brazil, với nhiệt độ giảm xuống tới 15 °C (27 °F) dưới mức trung bình ở một số khu vực. Sự kết hợp của lốc xoáy và đợt lạnh cũng tạo ra tuyết rơi trên khắp khu vực phía nam của Nam Mỹ, với tuyết rơi được quan sát thấy xa về phía bắc như miền nam Brazil, đánh dấu sự kiện tuyết rơi lần thứ 4 được quan sát thấy ở đó trong thế kỷ qua.